# Breitungen/Werra
Breitungen/Werra est une municipalité allemande du land de Thuringe, dans l'arrondissement de Schmalkalden-Meiningen, au centre de l'Allemagne.

## Patrimoine
- Château de Breitungen